# Transaminacija
Transaminacija je biokemijski proces, pri katerem pride do odstranitve aminoskupine iz aminokisline in prenosa iste funkcionalne skupine na akceptorsko ketokislino (oksokislino), iz katere nastane nova aminokislina (ketokislinska različica aminokisline). Aminokislina, ki je izgubila aminsko skupino, postane nova ketokislina (aminokislinska različica ketokisline). Sama reakcija je navadno reverzibilna (povratna) redoks reakcija (oksidoredukcija). Reakcije transaminacije združujejo povratne reakcije deaminacije (odstranitve aminoskupine) in aminacije (dodajanje aminoskupine).
Splošni potek transaminacije je sledeč:
ketokislina (1) + aminokislina (2)  ⇌  aminokislina (1) + ketokislina (2)

## Osnovne značilnosti
Transaminacija označuje oksidoredukcijske reakcije, ki jih navadno katalizirajo encimi aminotransferaze (tudi transaminaze). V reakcije vstopata aminokislina in ketokislina. Aminokislina pri tem izgubi svojo aminsko skupino (-NH2 oziroma -NH3+), ki se prenese na ketokislino. Posledično se iz ketokisline tvori nova aminokislina, medtem ko aminokislina brez aminske funkcionalne skupine postane nova ketokislina. Pogosta α-ketokislina, ki vstopa v transaminacijske reakcije, je α-ketoglutarat.
Med pogostejše transaminacije spada transaminacija alanina, ki jo katalizira encim alanin aminotransferaza. V procesu sodelujeta aminokislina alanin in α-ketoglutarat; prva se pretvori v piruvat (ketokislina), druga postane glutamat (aminokislina). Piruvat velja za eno bistvenih celičnih molekul, ki sodeluje v mnogih presnovnih poteh, med drugim tudi glikolizi in celičnem dihanju.
alanin + α-ketoglutarat ⇌ piruvat + glutamat

## Pomen
Transaminacija je ključen proces, ki navadno velja za prvo reakcijo katabolnih (razgradnih) procesov beljakovin in aminokislin. Šele z odstranitvijo aminoskupine se ogljikova ogrodja nekdanjih aminokislin vključujejo v presnovne procese. Pomembnost transaminacije je tudi v tem, da se aminske skupine različnim aminokislinam odvzamejo in prenesejo na α-ketoglutarat, iz katerega nastane samo en tip aminokisline, glutamat. Ta potem predstavlja skupno zalogo aminoskupin. Na tak način lahko aminotransferaze nadzorujejo porazdelitev aminoskupin med aminokislinami.
V reakcije transaminacije se vključujejo vse aminokisline (razen lizina, treonina, prolina in hidroksiprolina). Encimi transaminaze so razmeroma pogoste molekule, v človeškem telesu pa jih najdemo predvsem v srčni mišičnini, jetrih, skeletni mišičnini in ledvicah. Transaminacija je značilna tudi za živčne celice (nevrone), v katerih se velikokrat dvosmerno pretvarjata glutaminska in asparaginska kislina. Lastnost vseh aminotransferaz je prostetična skupina piridoksalfosfat (PLP), ki izvira iz vitamina piridoksina (B6). PLP opravlja vlogo posrednika med aminokislino in ketokislino.